# Luda Jana
Luda Jana (bulgariska: Луда Яна) är ett vattendrag i Bulgarien.   Det ligger i regionen Pazardzjik, i den centrala delen av landet, 110 km sydost om huvudstaden Sofia.
Trakten runt Luda Jana består till största delen av jordbruksmark. Runt Luda Jana är det ganska tätbefolkat, med 199 invånare per kvadratkilometer.